# Khí vi lượng
Một khí vi lượng là một chất khí mà chiếm ít hơn 1% theo thể tích của khí quyển Trái Đất, và nó bao gồm tất cả các khí trừ nitơ (78,1%) và oxy (20,9%). Khí vi lượng nhiều nhất là argon, chiếm 0,934%. Hơi nước cũng có trong bầu không khí với lượng rất khác nhau.

## Các nguồn tự nhiên
Một khí vi lượng có trong khí quyển như ozone O
3, sulfur dioxide SO
2 và nitơ oxit NO
x ảnh hưởng tới phẩm chất của không khí tại mức độ địa phương. Một số khí khác như carbon dioxide CO
2 và methane CH
4 là những khí nhà kính quan trọng  do con người sản xuất ra, nhưng chủ yếu là do các cây cối, các vi sinh vật và từ các nguồn địa nhiệt thiên nhiên. Tuy nhiên, hoạt động núi lửa cũng là một nguồn quan trọng của các khí vi lượng.